# Lankaran nemzetközi repülőtér
A Lankaran nemzetközi repülőtér (azeri nyelven: Lənkəran Hava Limanı) egy vegyes használatú (polgári/katonai) nemzetközi repülőtér Lankaran város közelében, Azerbajdzsán délkeleti csücskénél. A repülőtér 2008-ban nyílt meg.

## Elhelyezkedése
A repülőtér Lankaran város központjától 2,5 km-re nyugatra található, mindössze 11 m-rel a tengerszint felett, a Kaszpi-tenger délnyugati partján. Egyetlen kifutópályája van, 15/33 irányokkal, aszfalt felülettel, méretei 3300×45 m.

## Futópályák
A repülőtér futópályái:
- 15/33

## Forgalom
Az utasforgalom az elmúlt években az alábbi módon változott:
| Utasok száma | 53 435 | 47 889 | 18 000 |
|              | 2013   | 2014   | 2019   |

## Légitársaságok és úticélok
| Légitársaság        | Célállomások                        |
| ------------------- | ----------------------------------- |
| Azerbaijan Airlines | Szezonális: Moscow–Vnukovo          |
| Nordwind Airlines   | Moszkva-Seremetyevo, St. Petersburg |
| Ural Airlines       | Moszkva-Domogyedovó                 |

## Fordítás
- Ez a szócikk részben vagy egészben  a   Lankaran International Airport című angol Wikipédia-szócikk fordításán alapul.  Az eredeti cikk szerkesztőit annak laptörténete sorolja fel. Ez a jelzés csupán a megfogalmazás eredetét és a szerzői jogokat jelzi, nem szolgál a cikkben szereplő információk forrásmegjelöléseként.